# CEVRO Univerzita
CEVRO Univerzita, z.ú. je soukromá vysoká škola univerzitního typu v Praze se zaměřením na studium práva, ekonomie, politologie a mezinárodních vztahů či bezpečnostních otázek. Nabízí akreditované vysokoškolské studium v bakalářském, navazujícím magisterském, a doktorském stupni studia. 
CEVRO Univerzita je založena na konzervativních tradičních hodnotách, na kterých staví svůj přístup ke vzdělávání. Jedná se o principy svobody, vlády práva, tržní ekonomiky, liberální demokracie, euroatlantické vazby, konzervatismu, kritického myšlení a profesionality.
Hlavní sídlo školy je v Praze, další středisko CEVRO Univerzity je v Českém Krumlově. Rektorem školy je doc. Mgr. Tomáš Jarmara, Ph.D.

## Historie
V roce 1999 byla založena liberálně konzervativní akademie CEVRO, která v roce 2006 zřídila vysokou školu CEVRO Institut (nyní CEVRO Univerzita). Zakladatelem školy je Ivan Langer. V roce 2015 se vysoká škola transformovala v zapsaný ústav. V lednu 2025 se pak vysoká škola transformovala na školu univerzitního typu. Ve správní radě CEVRO Univerzity jsou Ivan Langer, Jaroslav Salivar, Robert Ledvinka, Jan Chudomel a Lubomír Kovařík. Předsedou dozorčí rady je Mgr. Zdeněk Zajíček, členy dozorčí rady jsou Jiří Frgal, Richard Hindls, František Lukl a Marek Števček.
Sídlem CEVRO Univerzity je historická budova staroslavného spolku českého měšťanstva (založeného r. 1845), nazvaná podle jeho jména – Měšťanská beseda. Dnešní podobu získala budova zejména díky přestavbám z druhé poloviny 19. století. Z Měšťanské besedy bylo v roce 1953 zahájeno historicky první televizní vysílání v Československu. Později zde svoji činnosti zahájila také první komerční televizní stanice v České republice – TV Nova. Působivým místem je především atriový dvůr budovy. Celá budova prošla v roce 2006 komplexní[zdroj?] rekonstrukcí, aby mohla plně sloužit potřebám univerzity.

## Studijní programy v roce 2024/2025
Bakalářské, navazující magisterské a doktorské studium v prezenční i kombinované formě.
Bakalářské studijní programy:
- Aplikovaná ekonomie[8]
- Pracovní právo a personalistika (Pracovněprávní vztahy a personální řízení)[9]
- Právo v obchodních vztazích[10]
- Praxe veřejné správy[11]
- Politologie a mezinárodní vztahy[12]
- Bezpečnostní politika[13]
- Management sociálních služeb[14]
- EBP (Economics, Business, Politics)

Navazující magisterské studijní programy:
- Obchodněprávní vztahy[15]
- Veřejná správa[16]
- Politologie[17]
- Bezpečnostní management[18]
- EPP (Economics, Philosophy, Politics)[19]

Doktorské studijní programy:
- Ph.D. – Politika a občanská společnost ve střední Evropě[20]

Postgraduální studijní programy:
- MBA – Management a kybernetická bezpečnost[21]
- MPA – Bezpečnostní a krizový management[22]
- MPA – Diplomacie[23]
- MPA – Veřejná správa a lidské zdroje[24]
- MPA – Inovační management[25]
- LL.M. – Ochrana informací[26]
- LL.M. – Alternativní řešení sporů[27]
- P.G.D.J. – Média a současné mediální prostředí (P.G.D.J.)[28]

## Pedagogové

### Katedra soukromého práva
- JUDr. Václav Pilík, Ph.D. – vedoucí katedry, právník
- prof. JUDr. Alena Macková, Ph.D. – právnička a členka zkušební komise ČAK, členka Rady Justiční akademie Ministerstva spravedlnosti ČR
- doc. JUDr. Ivana Štenglová – právnička, specialistka na obchodní právo a garantka studijních programů Právo v obchodních vztazích (Bc.)[10] a Obchodněprávní vztahy (Mgr.)[29]
- doc. JUDr. Petr Liška, Ph.D., LL.M. –  Garant studijního programu Právo v obchodních vztazích (od 1. 9. 2024)
- JUDr. Petr Dobiáš, Ph.D., MBA, MCIArb – právník a publicista
- JUDr. Radim Kříž, Ph.D. – právník
- JUDr. Miroslav Sedláček, Ph.D., LL.M. – právník, akademický a vědecký pracovník, advokát

### Katedra politologie a mezinárodních vztahů
- Mgr. Ladislav Mrklas, Ph.D –  vedoucí katedry, politolog
- prof. PhDr. Karel B. Müller, Ph.D. – garant studijních programů Politologie a mezinárodní vztahy (Bc.) a Politologie (Mgr.)
- doc. Mgr. Tomáš Jarmara, Ph.D. – rektor CEVRO Univerzity
- prof. Petr Kopecký, Ph.D. –  politolog, pedagog Univerzity v Leidenu
- doc. PhDr. Martin Jemelka, Ph.D. –  prorektor pro vědu, výzkum a projektovou činnost
- doc. PhDr. Miloš Brunclík, Ph.D. –  politolog a sociolog
- PhDr. Daniel Kunštát, Ph.D. – politolog a sociolog
- Mgr. Michael Žantovský – překladatel, tlumočník, psycholog, publicista, politik a diplomat

### Katedra ekonomie
- Ing. Martina Krásnická, Ph.D., LL.M. –  vedoucí katedry, ekonomka
- Ing. Lucie Kureková, Ph.D. –  ekonomka, garantka studijního programu Aplikovaná ekonomie
- doc. Ing. Božena Kadeřábková, CSc. –  ekonomka, garantka studijních programů Economics, Business, Politics (Bc.) a Economics, Philosophy, Politics (Mgr.)
- doc. Ing. Lucie Kozlová, Ph.D. – publicistka, zastupitelka Jihočeského kraje
- doc. JUDr. PhDr. Ilona Bažantová, CSc. – ekonomka, právnička a publicistka
- doc. Ing. Klára Čermáková, Ph.D. – ekonomka
- doc. Ing. Eduard Hromada, Ph.D. – ekonom
- Mgr. Jan Neugebauer, Ph.D., MBA – ekonom
- Ing. Marek Vokoun, Ph.D. – ekonom

### Katedra veřejného práva a veřejné správy
- PhDr. Robert Ledvinka – vedoucí katedry
- JUDr. Ján Matejka – garant studijního programu Praxe veřejné správy
- doc. JUDr. Ladislav Pokorný, Ph.D. –  garant studijního programu Veřejná správa (od 1. 9. 2024)
- JUDr. Pavel Vetešník, Ph.D. – hlavní právník ČNB, člen rozkladové komise Ministerstva vnitra
- prof. JUDr. Petr Hůrka, Ph.D. –  garant studijního programu Veřejná správa
- prof. JUDr. Martin Kopecký, CSc. – právník
- JUDr. Barbora Košinárová, Ph.D. – právnička
- Ing. Kateřina Legnerová, Ph.D., MBA, MSc. – socioložka
- doc. JUDr. Magdaléna Svobodová, Ph.D. – právnička
- prof. JUDr. Pavel Šturma, DrSc. – právník

### Katedra bezpečnostních studií
- arm. gen. Ing. Jiří Šedivý – vedoucí katedry, bývalý náčelník Generálního štábu Armády ČR, garant programu MPA – Bezpečnostní a krizový management[30]
- doc. Ing. Martin Hrinko, Ph.D., MBA, LL.M. – garant studijního programu Bezpečnostní management, expert na bezpečnost, příslušník bezpečnostních složek státu
- JUDr. Cyril Svoboda, Ph.D. – garant studijního programu Bezpečnostní politika, bývalý ministr pro místní rozvoj, ministr vnitra a ministr zahraničních věcí
- PhDr. Libor Frank, Ph.D. – politolog
- Mgr. et Mgr. Michaela Hýbnerová, Ph.D., LL.M. –  prorektorka pro studium
- Mgr. Tomáš Kaválek, Ph.D. – ředitel Centra blízkovýchodních vztahů (PCMR)
- Ing. František Mičánek, Ph.D. – brigádní generál v záloze, bývalý děkan NATO Defense College v Itálii
- PhDr. Pavel Pšeja, Ph.D. – politolog

## Další aktivity školy
- Výzkumné aktivity – škola se zabývá výzkumnými aktivitami, zpracováním analytických studií využitelných v praxi na základě zadání a požadavků klientů ze soukromé i veřejné sféry.
- Publikační aktivity – škola vydává ve spolupráci s nakladatelstvím Wolters Kluwer ediční řadu, v jejímž rámci vycházejí původní díla významných osobností z oblasti právní a politické teorie, politické filozofie, sociologie a ekonomie.
- Konference, semináře – škola je pořadatelem odborných konferencí a seminářů pro odborníky i širokou veřejnost, je partnerem výročních přednášek Liberálního institutu, organizuje filmové semináře, Letní akademie moderní politiky, práva a ekonomie, CEVRO Institut Forum, v jehož rámci vystupují domácí i zahraniční osobnosti z oblasti akademické (Academic Forum) a podnikatelé, diplomaté a inovátoři (Business Forum).
- Významnou pozici v CEVRO Institutu mají vedle kateder také odborná centra: Centrum transatlantických vztahů (PCTR), Centrum bezpečnostních studií a Centrum středoevropských studií, které je společným vědeckým pracovištěm školy a Masarykova ústavu a Archivu Akademie věd ČR.